# 4987 Flamsteed
4987 Flamsteed è un asteroide della fascia principale. Scoperto nel 1980, presenta un'orbita caratterizzata da un semiasse maggiore pari a 2,2716349 UA e da un'eccentricità di 0,0644713, inclinata di 7,58041° rispetto all'eclittica.